# سن لوئیس (تولیما)
سن لوئیس (انگلیسی: San Luis, Tolima) نام شهری در کشور کلمبیا است.